# Gynaephora selenitica
Gynaephora selenitica е вид нощна пеперуда от семейство Lymantriidae.

## Разпространение
Среща се от Централна Европа през Източна Европа до Урал.

## Описание
Размахът на крилете при мъжките е около 20 – 25 mm, а при женските – 30 – 35 mm. Ларвите се излюпват от юли до април.